# Stmívač
Stmívač (dimmer) je zařízení využívané ke změně intenzity osvětlení. Používá se jak v domácnostech, tak ve veřejném sektoru. Změnou průběhu napětí řídícího žárovku je možné snížit intenzitu světelného výkonu. Ačkoliv se zařízení variabilně měnící napětí používají pro různé účely, stmívače jsou obecně určeny k ovládání intenzity osvětlení žárovek (odporová zátěž), halogenových žárovek, kompaktních zářivky (CFL) a světelných diod (LED).
Stmívače mohou být od malých o velikosti běžného spínače osvětlení používaného v domácnostech po vysokovýkonové jednotky používané ve větších aplikacích (např. divadla, kina, obchodní domy nebo osvětlení fasád apod.). Malé domácí stmívače jsou zpravidla používány pro přímé ovládaní světelných zátěží, ale mohou být vybaveny i dálkovou komunikací a napojeny na centrální řídící systém budovy. Moderní profesionální stmívače jsou většinou řízeny digitálním řídicím systémem, jako KNX, nebo DALI. V novějších systémech, jsou tyto protokoly často používány ve spojení s protokolem ethernet.
Základní dělení
- Malovýkonové
- Vysokovýkonové
- Modulární přístrojové (montáž do DIN rozvaděče)
- Lokální přístrojové (mechanizmus je ve stejné velikosti a designu vypínačů a zásuvek)

Základní typy stmívačů
- Rezistorový (odporový)
- Indukční
- Kapacitní
- Kapalinový
- Tyristorový / triakový